# Knock-Down Karate
La inceputul anilor 70, Oyama a lansat un nou gen de competiție numit "Knock-Down". El permite tehnici aplicate cu toata puterea (full contact) asupra corpului.
Acest sistem de competiție a fost adoptat de mai toate stilurile de karate în sistem full contact (Ashihara, Seido, Enshin, Shidokan, WOK și toate celelalte sisteme de karate full contact). Sistemul Knock-Down se gaseste și în Kempo. Oyama a afirmat ca acesta (knock-down) era singurul test adevărat al capacității de luptă a unui karateka.